# Ca l'Artés (Igualada)
|  | No s'ha de confondre amb Ca n'Artés (Barcelona). |

Ca l'Artés és un edifici del municipi d'Igualada (Anoia). El seu primer propietari fou la família Muntadas, que un temps després es traslladaren a viure a Barcelona. Tot seguit el Senyor Antoni Artés i Puig comprà la casa i actualment encara està habitada per la família Artés. Forma part de l'Inventari del Patrimoni Arquitectònic de Catalunya.

## Descripció
Típic casal urbà català del segle xviii de gran sobrietat neoclàssica on l'element més remarcable és la façana principal composta per tres cossos quadrangulars, el del mig sobresurt d'ells dels costats i incorpora un pòrtic amb columnes d'ordre dòric, en remembrança dels antics temples grecs. L'acabament de la façana mostra un frontó partit del que surt pronunciadament un cub que ostenta un escut heràldic fet amb baix relleu de pedra. La resta de la casa no té cap element sobresortint. A destacar una font neoclàssica situada al bell mig del jardí.